# STS (Fernsehsender)
STS oder CTC (russisch/kyrillisch: СТС (сеть телевизионных станций)) ist ein privater Fernsehsender in Russland.

## Geschichte
Der Sender STS ist seit 1. Dezember 1996 auf Sendung. Seit Sendebeginn verfolgt er generell ein relativ gleichgeartetes Konzept für eine Zielgruppe von 6 bis 54 Jahren. Direktor des Senders ist aktuell Vyacheslav Murugov.

## Marktanteile
Hinter den beiden Staatssendern Perwyj Kanal und Telekanal Rossija sowie dem Sender NTW liegt STS bei den Zuschaueranteilen landesweit auf Rang 4 (etwa 7 %). Bei einer Umfrage 2004 gaben über 40 % der russischen Bevölkerung an, in der letzten Woche STS geschaut zu haben.

## Eigentümer
Besitzer ist die CTC Media, an dieser sind beteiligt die Nationale Mediengruppe und VTB.

## Programm
STS sendet ein Vollprogramm mit Schwerpunkten auf Unterhaltungsangebote. Er bezeichnet sich selbst als Sender für Familien und Jugend und unpolitischer Sender und nutzt damit in seiner Werbung das weitgehende Desinteresse der jüngeren Generation für Politik. Im Programm finden sich vor allem US-amerikanische Drama-, Krimi- und Sci-Fi-Serien, Spielfilme (vor allem Hollywood-Produktionen), Shows und Comedy. Seit letzten Jahren produziert der Sender die eigenen Telenovelas und Kinderprogramme. Viele Hit-Serien werden oft wiederholt.
Am häufigsten wiederholte ausländische Serien:
| - Beverly Hills, 90210 - Sex and the City - Nip/Tuck – Schönheit hat ihren Preis - Desperate Housewives - O.C., California - Grey’s Anatomy - Charmed – Zauberhafte Hexen | - Smallville - Doctor Who - Raumschiff Enterprise: Das nächste Jahrhundert - Sliders – Das Tor in eine fremde Dimension - Hercules - Xena – Die Kriegerprinzessin - Andromeda | - Kommissar Rex - Miami Vice - Sabrina, the Teenage Witch - Lisa – Der helle Wahnsinn - Alf - Friends - Hannah Montana | - Chip ’n Dale Rescue Rangers - DuckTales - W.i.t.c.h. - Woody Woodpecker - Pinky und der Brain - Scooby-Doo - Tom und Jerry | - Talespin - Darkwing Duck - Bonkers, der listige Luchs von Hollywood - Aladdin - Winx Club - The Real Ghostbusters - Sonic X |

Ausgewählte russische Serien:
- Bednaja Nastja (deutsch Arme Nastja) – historische Telenovela
- Kadetstwo (deutsch Kadetten) – Dramedy für Jugendliche
- Kremljowskije Kursanty (deutsch Offiziersschüler des Kremls) – Dramedy für Jugendliche
- Kto w dome hosjain? (deutsch Wer ist der Boss im Hause?) – Adaptation der US-amerikanischen Sitcom Wer ist hier der Boss?
- Moja prekrasnaja njanja (deutsch Meine wunderschöne Nanny) – Adaptation der US-amerikanischen Sitcom Die Nanny
- Ne rodis krasiwoj (deutsch Sei nicht schön geboren) – Adaptation der kolumbianischen Telenovela Yo soy Betty, la fea
- Papiny dotschki (deutsch Papas Töchterchen) (deutscher Sender Das Vierte adaptiert die Sitcom unter dem Namen Ein Haus voller Töchter)[7]
- Ranetki (deutsch Ranetki) – Dramedy für Jugendliche
- Ryshaja (deutsch Die Rothaarige) – Telenovela für Jugendliche
- Dotschki-materi (deutsch Töchter und Mütter) – Telenovela
- Margoscha (deutsch Margoscha) – Adaptation der argentinischen Telenovela Lalola
- Ivanovs-Ivanovs – Sitcom
- Smeschariki – Zeichentrick-Fernsehserie für Kinder
- Tri Kota (deutsch Kid-E-Cats) – Zeichentrick-Fernsehserie für Kinder

Ausgewählte internationale Fernsehformate:
- Galileo (Fernsehsendung), eine Infotainmentsendung des deutschen Privatfernsehsenders ProSieben